# Amazake
Amazake (甘酒, [amazake]) là một thức uống truyền thống của Nhật Bản. Thức uống này được làm từ gạo và lên men. Nó có vị ngọt, ít cồn hoặc không cồn.
Amazake xuất hiện từ thời kỳ Kofun. Đây là một thức uống được đề cập trong cuốn Nhật Bản thư kỷ. Amakaze được làm bằng gạo và sử dụng một loại nấm men có tên là Aspergillus oryzae (麹, kōji) để lên men. Aspergillus oryzae (麹, kōji) là một loại men thường được sử dụng để làm ra các loại thực phẩm phổ biến tại Nhật Bản như miso, nước tương và rượu sake.
Trước đây Amazake thường được bán tại các đền thờ Thần, chùa Phật giáo hay tại cửa hàng đặc sản tại Nhật Bản vào dịp năm mới. Nhưng vì lợi ích của sản phẩm nên các nhà sản xuất cũng đã làm ra các sản phẩm đóng chai và được bày bán tại các siêu thị hay cửa hàng tiện lợi tại Nhật Bản.